# Phygadeuon bavaricus
Phygadeuon bavaricus är en stekelart som beskrevs av Horstmann 2001. Phygadeuon bavaricus ingår i släktet Phygadeuon och familjen brokparasitsteklar. Inga underarter finns listade i Catalogue of Life.